# Пляшконіс
Пляшконіс (Hyperoodon Lacépède, 1804) — рід великих морських ссавців з родини дзьоборилових (Ziphiidae), підряду дельфіновиді ряду китоподібні (Cetacea).

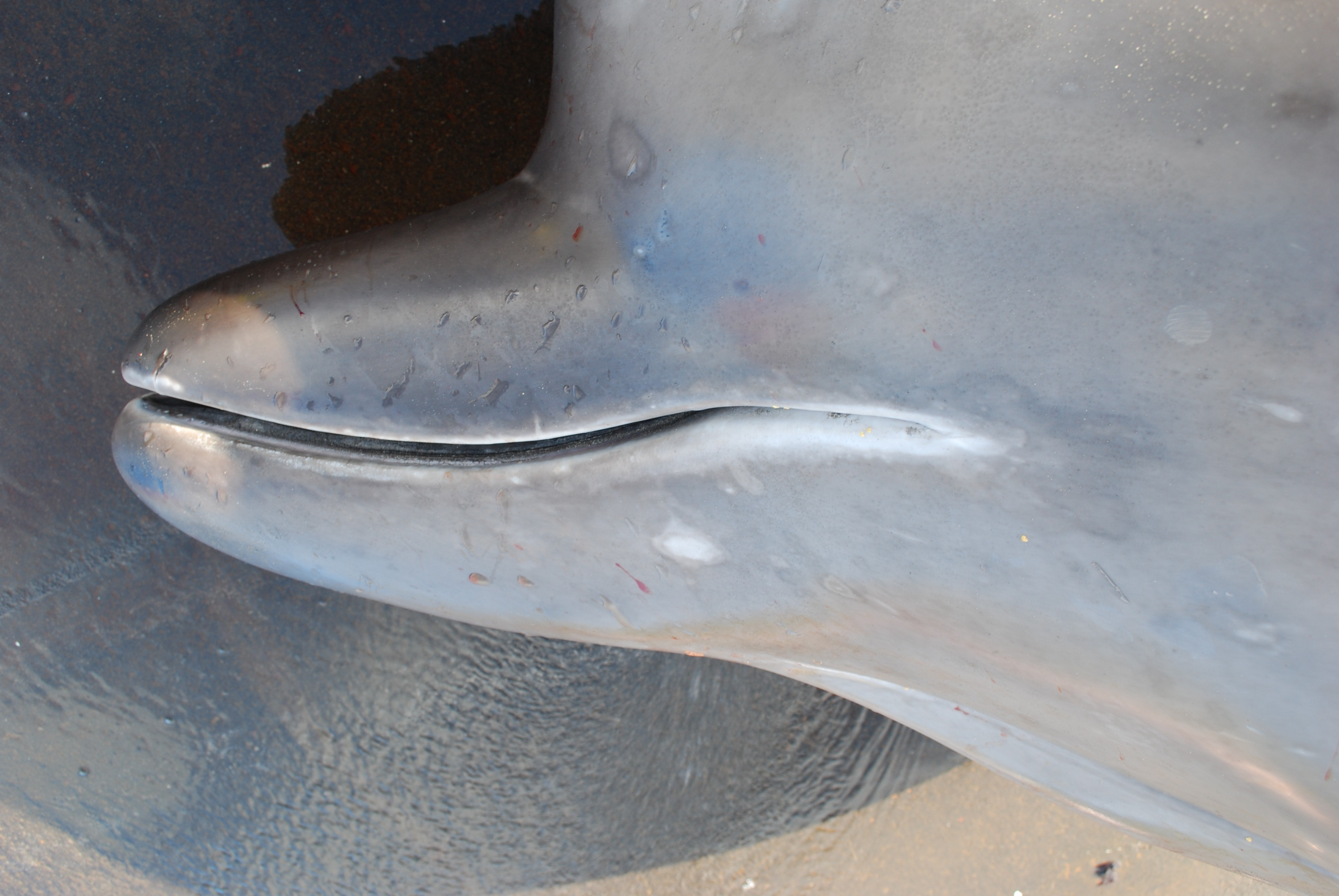
"Дзьоб" пляшконоса

## Морфологічні особливості
Характеризується розвиненим «чолом», довгим конічним дзьобом, високими щелепними гребенями й двома парами майже несплощених зубів. Самці більші за самок.

## Таксономія
Типовий вид роду Hyperoodon — Hyperoodon butskopf Lacépède, 1804 (= Balaena ampullata Forster, 1770), тобто пляшконіс високочолий (північний) у сучасному розумінні обсягів таксонів.

## Видовий склад
У роді 2 види: 
- пляшконіс високочолий (північний) — Hyperoodon ampullatus
- пляшконіс плосколобий (південний) — Hyperoodon planifrons.

## Поширення
Пляшконоси поширені у високих широтах, в холодних водах обох півкуль.

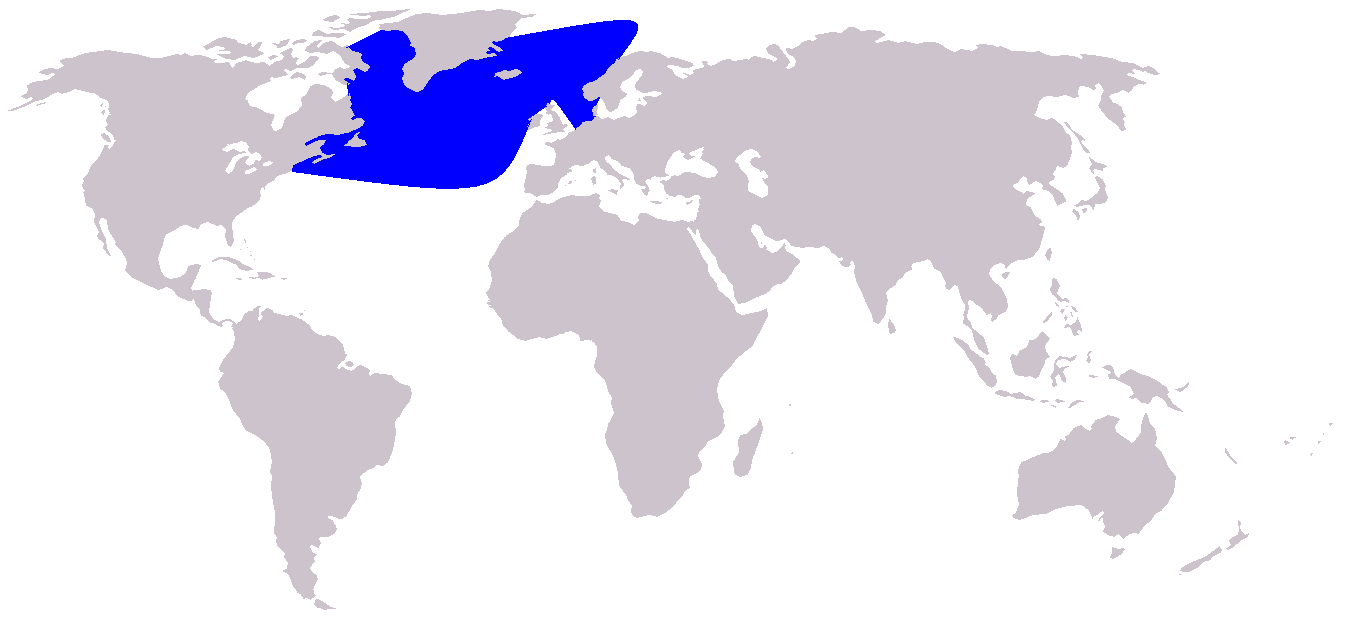
ареал пляшконоса північного (високочолого)
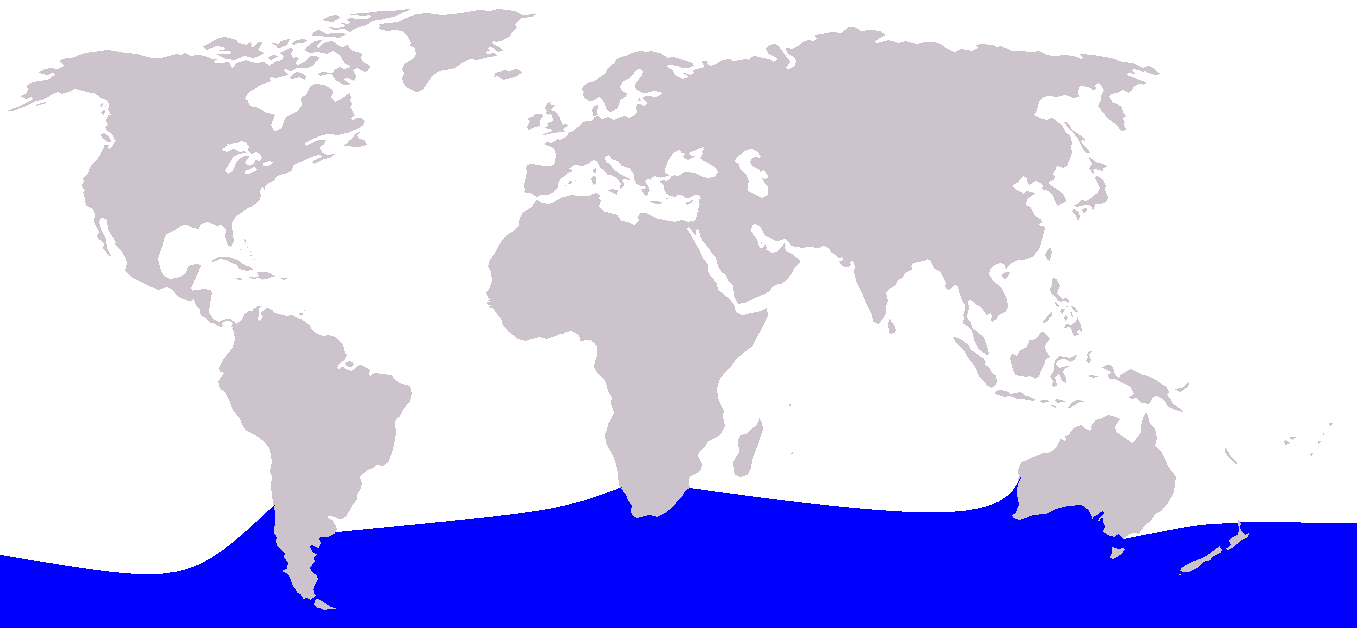
ареал пляшконоса південного (плосколобого)